# Deakin University
Die Deakin University ist eine große Universität in Melbourne, im australischen Bundesstaat Victoria. Namensgeber ist Alfred Deakin. Im QS World University Ranking 2025 gehört zu den 200 besten Universitäten der Welt.
Die Universität wurde 1887 als Gordon Denkmal Technische Hochschule gegründet, später bekannt als Gordon Institut für Technologie. 1974 fusionierte sie mit dem Staatshochschule Victoria zur Universität.
Neben dem Melbourne Campus in Burwood, Toorak, der östlich von der Innenstadt Melbournes liegt, sind Standorte Geelong und Warrnambool angesiedelt.
Die Universität wurde 1995/1996 ausgezeichnet für ihre außerordentlichen Leistungen in der Ausbildung und 1999/2000 für ihre außerordentlichen Leistungen in Ausbildung und Unterricht. 2007 wurde sie nominiert für den „Carrick Award für Leistungen des studentischen Lernens“.

## Fakultäten
- Bildende und darstellende Künste

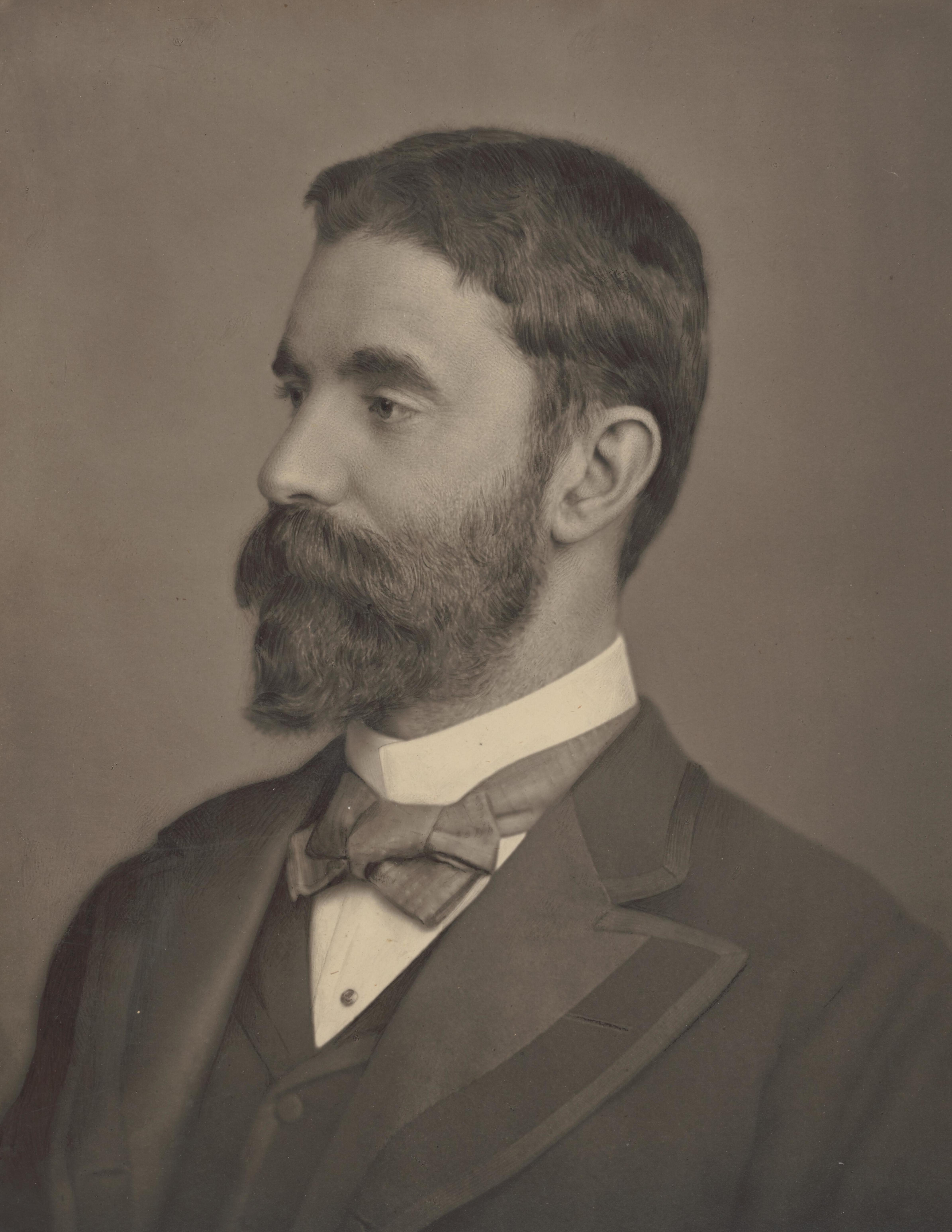
Alfred Deakin, Premierminister von Australien – Der Namensgeber der Universität

Deakin University Melbourne Campus (Eingang 2)

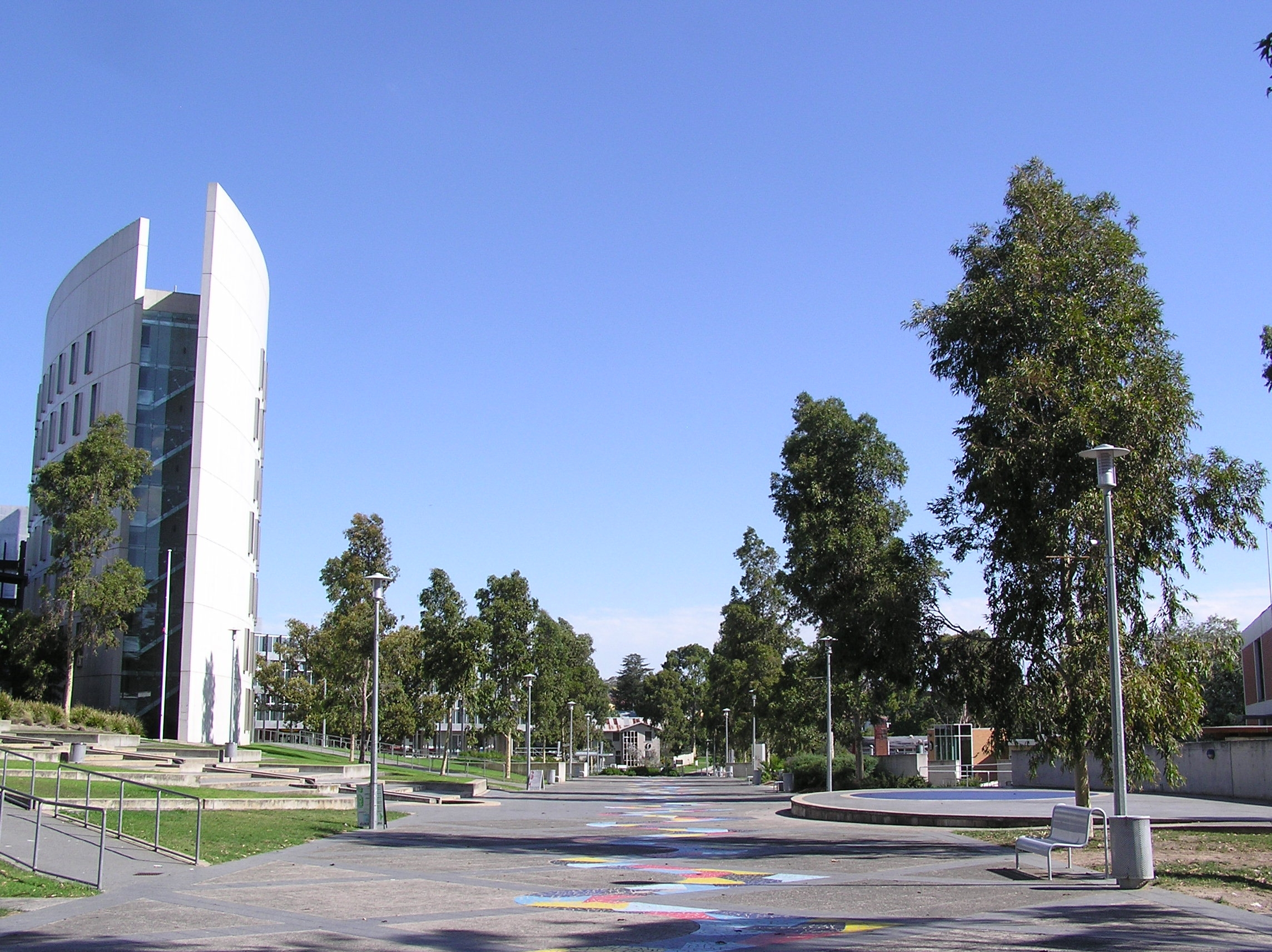
Deakin University Melbourne Campus (Haupteingang)

- Unternehmenswissenschaften und Rechtswissenschaften
- Wirtschaftswissenschaften
- Erziehungswissenschaften
- Gesundheits- und Verhaltenswissenschaften
- Natur- und Ingenieurwissenschaften

## Zahlen zu den Studierenden
2020 waren 64.206 Studierende an der Deakin University eingeschrieben (2016: 52.942, 2017: 56.078, 2018: 59.385, 2019: 62.041).  42.835 davon (66,7 %) hatten noch keinen ersten Abschluss, 42.033 davon waren Bachelorstudenten. 20.596 (32,1 %) hatten bereits einen ersten Abschluss und 2.068 davon arbeiteten in der Forschung. 2009 waren es 34.616 Studierende und 2.978 Mitarbeiter gewesen. 11.500 Studierende waren in berufsbegleitenden Programmen oder im Fernstudium; etwa 6.000 waren internationale Studenten.

## Deutsche Partneruniversitäten
- Technische Universität München | TU München | TUM
- Bucerius Law School - Hochschule für Rechtswissenschaft
- Universität Stuttgart
- WHU – Otto Beisheim School of Management (ehemals: Wissenschaftliche Hochschule für Unternehmensführung)